# Ibero-Amerika

Ibero-Amerika

Ibero-Amerika (Spaans: Iberoamérica, Portugees: Ibero-america) is de benaming voor de landen van het Amerikaanse continent waar Spaans of Portugees de voertaal is. Hiermee verschilt Ibero-Amerika met het begrip Latijns-Amerika, dat ook de Franssprekende landen omvat.
In de ruimere betekenis omvat Ibero-Amerika ook het Iberisch Schiereiland, oftewel Spanje, Portugal en Andorra. Deze landen hebben van oudsher culturele overeenkomsten, en sinds de jaren negentig van de 20e eeuw organiseren de landen regelmatig gezamenlijke conferenties.
Noord-Amerika ·
Midden-Amerika (Centraal-Amerika) ·
Zuid-Amerika

Anglo-Amerika ·
Franco-Amerika ·
Ibero-Amerika ·
(Hispano-Amerika ·
Portugees-Amerika) ·
Latijns-Amerika

Antillen ·
Caraïben ·
Guyana ·
Meso-Amerika ·
West-Indië ·
Zuidkegel